# Nebela
Nebela – rodzaj ameb należących do gromady Tubulinea wchodzącej w skład supergrupy Amoebozoa.
Należą tutaj następujące gatunki:
- Nebela galeafa Penard, 1890[2]
- Nebela griseola Penard, 1890[3]
- Nebela lageniformis Penard, 1890[3]
- Nebela militaris Penard, 1890[3]
- Nebela tubulosa Penard, 1890[3]